# Bridgetown (Australia Occidental)
Bridgetown es una ciudad de la región suroeste del estado de Australia Occidental, a unos 270 kilómetros al sur de Perth, en el río Blackwood, en la intersección de la South Western Highway con la Brockman Highway hacia Nannup y Augusta.

## Historia
La zona se conocía originalmente como Geegelup, que se creía que significaba "lugar de gilgies" en la lengua noongar, en referencia a la langosta de agua dulce que habita en la zona. Sin embargo, investigaciones recientes sugieren que el significado real de Geegelup podría ser "lugar de lanzas".
En 1852, A.C. Gregory realizó el reconocimiento original de la zona de Geegelup y, en 1857, Edward Godfrey Hester (al que ahora se rinde homenaje en la cercana Hester) y John Blechynden se instalaron allí. En 1861, los convictos construyeron la carretera desde Donnybrook hasta la zona. En 1864 se estableció la oficina de correos de Geegelup en un edificio de la propiedad de Blechynden. Una estación de policía básica que había existido desde c1862 fue reconstruida sustancialmente por el ex convicto, Joseph Smith en la orilla sur del río Blackwood a mediados de 1867. El agente montado Abraham W. Moulton fue el primer policía nombrado de forma permanente.
El emplazamiento de la ciudad fue medido en abril de 1868 por Thomas Carey, quien propuso el nombre de Bridgetown por dos razones: "ya que se encuentra en un puente y el Bridgetown fue el primer barco que llegó a Bunbury para recoger la lana de estos distritos", y fue aprobado y publicado en el boletín oficial el 9 de junio de 1868.
Desde entonces y hasta aproximadamente 1885, se construyeron muchos edificios, entre ellos la escuela primaria (1870), la oficina de correos, la nueva comisaría de policía (1880) y dos hoteles, muchos de los cuales siguen en pie. En 1885 se formó la Sociedad Agrícola de Bridgetown y los agricultores locales producían ovejas, ganado, productos lácteos, madera, fruta y frutos secos. El auge de la construcción en Australia Occidental durante el boom del oro de la década de 1890 supuso un aumento de la demanda de madera aserrada, y se abrieron numerosos aserraderos en la zona de Bridgetown. La llegada del ferrocarril en 1898 permitió un rápido acceso a los mercados para los numerosos hortelanos y ayudó a establecer el inicio de una industria turística.
Hasta la década de 1980, las tierras que rodean Bridgetown se dedicaban casi exclusivamente a la agricultura de gran superficie y a los pastos mejorados. A partir de finales de la década de 1970, la zona se hizo cada vez más atractiva para los turistas como pueblo rural tranquilo y pintoresco a una distancia accesible de Perth. Algunas personas, atraídas por las cualidades estéticas y el estilo de vida rural de la zona, se trasladaron a la ciudad de forma permanente, lo que dio lugar a una fuerte demanda de parcelas residenciales y de granjas de aficionados, en un momento en el que se produjo un descenso mundial de los mercados agrícolas. Muchos agricultores vendieron, y gran parte de los terrenos más estéticos se subdividieron y vendieron. El cambio demográfico tuvo un profundo impacto en la industria de la ciudad, sustituyendo la demanda de servicios agrícolas por la demanda de servicios en los sectores del turismo y el ocio. Sin embargo, el espectacular aumento de las infraestructuras, como las viviendas, las carreteras y la reticulación eléctrica, restó valor a la estética rural que atrajo la afluencia en primer lugar.

### Actualidad
Bridgetown es la sede de la Comarca de Bridgetown-Greenbushes y el centro de un productivo distrito agrícola. Muchos edificios del centro de la ciudad tienen más de un siglo de antigüedad. La ciudad cuenta con una Galería y Museo del Rompecabezas, que afirma albergar la única colección de rompecabezas de su clase en el hemisferio sur, y también con una escuela primaria (1870) y una secundaria (1962), un hospital de distrito, un telecentro, oficinas de la comarca, un bar de carretera, un recinto ferial agrícola, instalaciones comerciales, alojamiento para viajeros (hotel/motel, alojamientos, parque de caravanas) y numerosos lugares de pícnic a lo largo del río Blackwood.

## Clima
| Parámetros climáticos promedio de Bridgetown (averages: 1998–2018; extremes: 1907–2018) | Parámetros climáticos promedio de Bridgetown (averages: 1998–2018; extremes: 1907–2018) | Parámetros climáticos promedio de Bridgetown (averages: 1998–2018; extremes: 1907–2018) | Parámetros climáticos promedio de Bridgetown (averages: 1998–2018; extremes: 1907–2018) | Parámetros climáticos promedio de Bridgetown (averages: 1998–2018; extremes: 1907–2018) | Parámetros climáticos promedio de Bridgetown (averages: 1998–2018; extremes: 1907–2018) | Parámetros climáticos promedio de Bridgetown (averages: 1998–2018; extremes: 1907–2018) | Parámetros climáticos promedio de Bridgetown (averages: 1998–2018; extremes: 1907–2018) | Parámetros climáticos promedio de Bridgetown (averages: 1998–2018; extremes: 1907–2018) | Parámetros climáticos promedio de Bridgetown (averages: 1998–2018; extremes: 1907–2018) | Parámetros climáticos promedio de Bridgetown (averages: 1998–2018; extremes: 1907–2018) | Parámetros climáticos promedio de Bridgetown (averages: 1998–2018; extremes: 1907–2018) | Parámetros climáticos promedio de Bridgetown (averages: 1998–2018; extremes: 1907–2018) | Parámetros climáticos promedio de Bridgetown (averages: 1998–2018; extremes: 1907–2018) |
| Mes                                                                                     | Ene.                                                                                    | Feb.                                                                                    | Mar.                                                                                    | Abr.                                                                                    | May.                                                                                    | Jun.                                                                                    | Jul.                                                                                    | Ago.                                                                                    | Sep.                                                                                    | Oct.                                                                                    | Nov.                                                                                    | Dic.                                                                                    | Anual                                                                                   |
| --------------------------------------------------------------------------------------- | --------------------------------------------------------------------------------------- | --------------------------------------------------------------------------------------- | --------------------------------------------------------------------------------------- | --------------------------------------------------------------------------------------- | --------------------------------------------------------------------------------------- | --------------------------------------------------------------------------------------- | --------------------------------------------------------------------------------------- | --------------------------------------------------------------------------------------- | --------------------------------------------------------------------------------------- | --------------------------------------------------------------------------------------- | --------------------------------------------------------------------------------------- | --------------------------------------------------------------------------------------- | --------------------------------------------------------------------------------------- |
| Temp. máx. abs. (°C)                                                                    | 43.5                                                                                    | 46.1                                                                                    | 41.5                                                                                    | 36.9                                                                                    | 31.6                                                                                    | 24.6                                                                                    | 24.3                                                                                    | 26.6                                                                                    | 29.8                                                                                    | 35.8                                                                                    | 39.4                                                                                    | 41.5                                                                                    | 46.1                                                                                    |
| Temp. máx. media (°C)                                                                   | 30.0                                                                                    | 29.8                                                                                    | 27.4                                                                                    | 23.4                                                                                    | 19.6                                                                                    | 16.7                                                                                    | 15.7                                                                                    | 16.4                                                                                    | 17.6                                                                                    | 20.5                                                                                    | 24.4                                                                                    | 27.4                                                                                    | 22.4                                                                                    |
| Temp. mín. media (°C)                                                                   | 13.2                                                                                    | 13.5                                                                                    | 11.9                                                                                    | 9.3                                                                                     | 6.8                                                                                     | 5.1                                                                                     | 4.5                                                                                     | 5.1                                                                                     | 6.0                                                                                     | 7.2                                                                                     | 9.4                                                                                     | 11.0                                                                                    | 8.6                                                                                     |
| Temp. mín. abs. (°C)                                                                    | 0.9                                                                                     | 0.5                                                                                     | -0.9                                                                                    | -2.2                                                                                    | -2.5                                                                                    | -5.7                                                                                    | -4.4                                                                                    | -3.9                                                                                    | -2.8                                                                                    | -2.2                                                                                    | -0.9                                                                                    | 0.0                                                                                     | -5.7                                                                                    |
| Precipitación total (mm)                                                                | 17.2                                                                                    | 12.3                                                                                    | 20.4                                                                                    | 48.7                                                                                    | 99.3                                                                                    | 114.7                                                                                   | 130.3                                                                                   | 122.5                                                                                   | 88.1                                                                                    | 42.7                                                                                    | 30.1                                                                                    | 19.7                                                                                    | 721.4                                                                                   |
| Días de lluvias (≥ 1 mm)                                                                | 3.9                                                                                     | 3.6                                                                                     | 5.8                                                                                     | 11.4                                                                                    | 18.2                                                                                    | 21.3                                                                                    | 24.3                                                                                    | 23.4                                                                                    | 19.1                                                                                    | 12.6                                                                                    | 7.4                                                                                     | 5.0                                                                                     | 156.0                                                                                   |
| Fuente: Bureau de Meteorología                                                          |                                                                                         |                                                                                         |                                                                                         |                                                                                         |                                                                                         |                                                                                         |                                                                                         |                                                                                         |                                                                                         |                                                                                         |                                                                                         |                                                                                         |                                                                                         |

## Galería

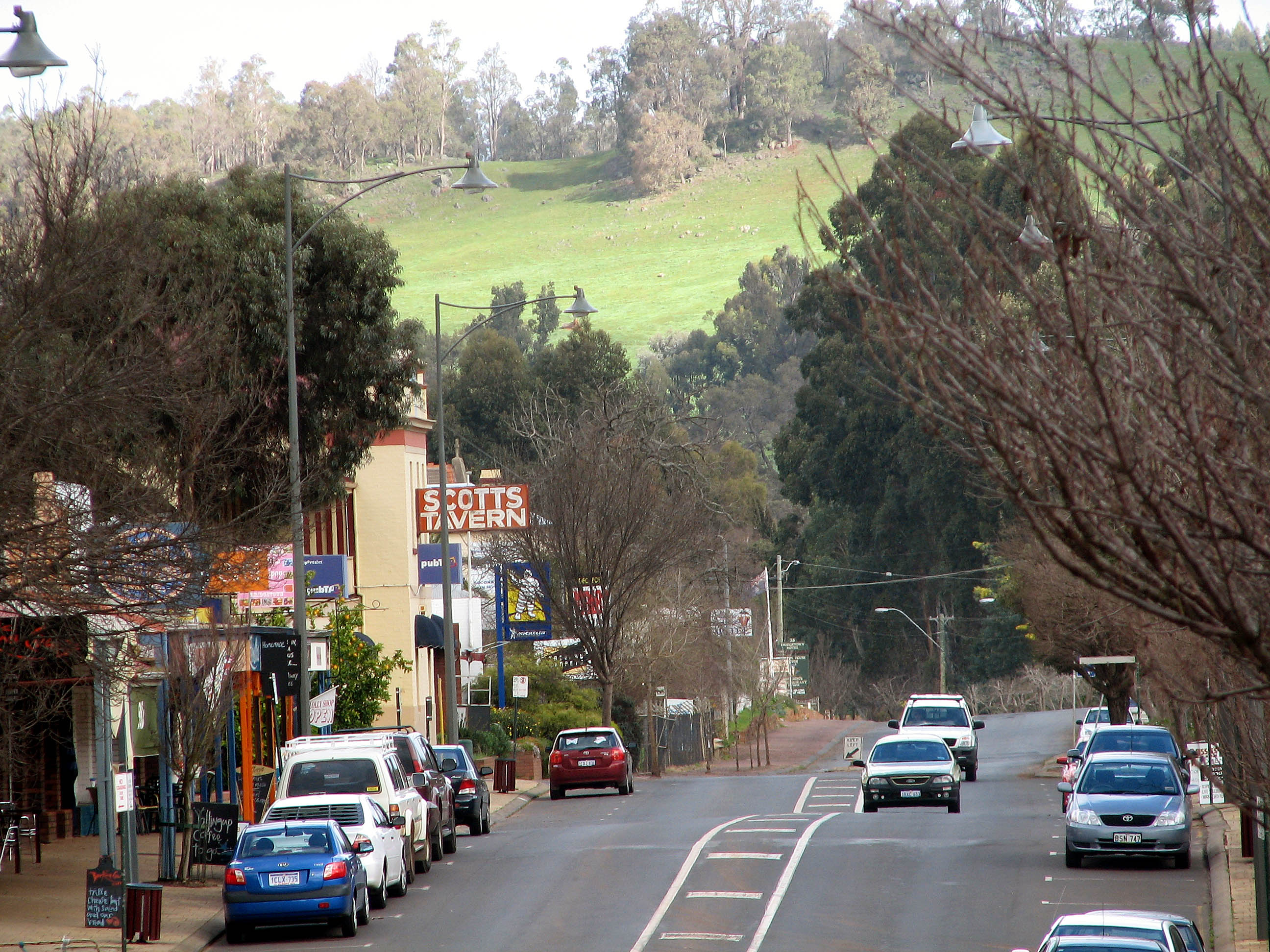
Calle principal, Bridgetown, agosto de 2007
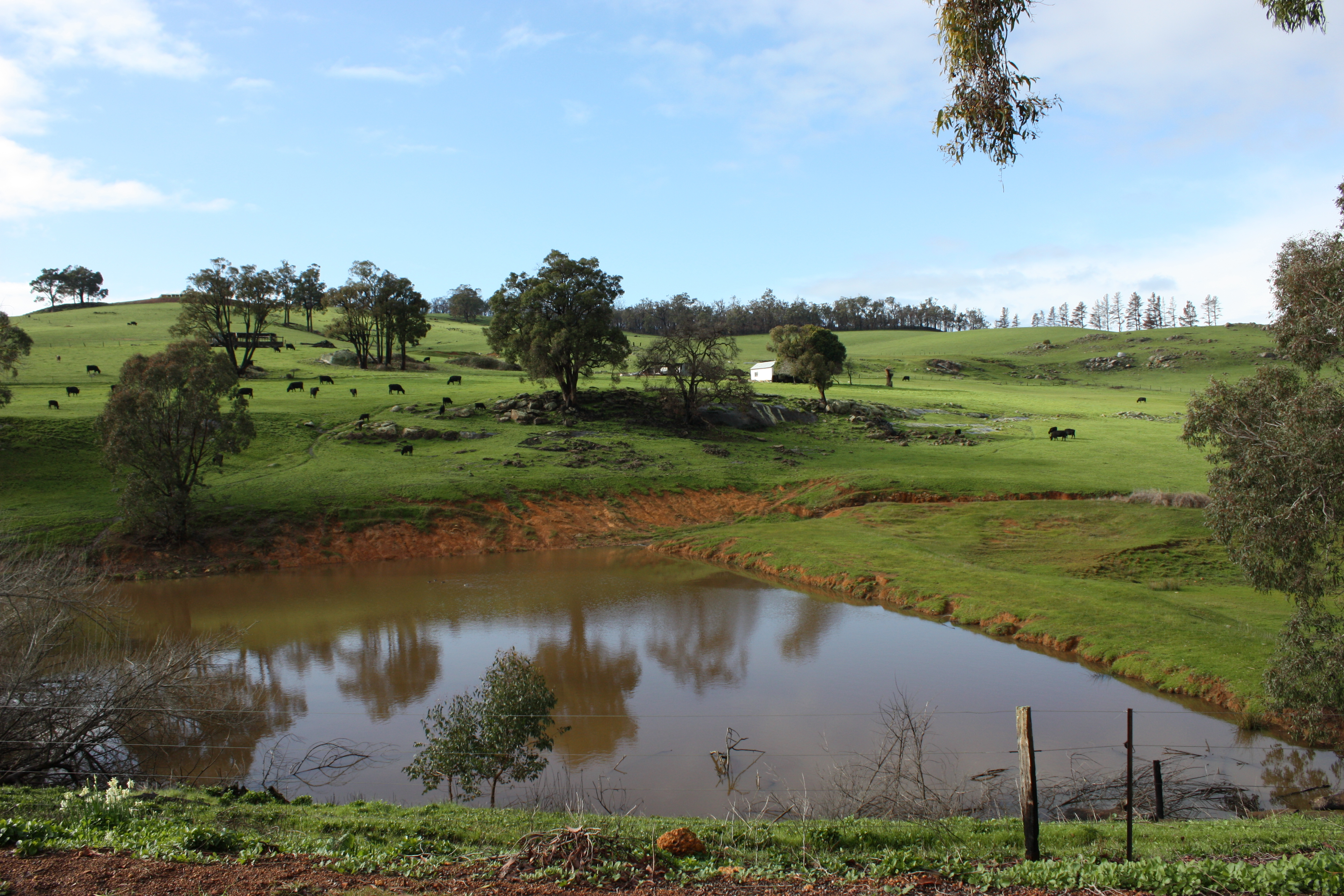
Un típico paisaje rural en los alrededores de Bridgetown